# Elektronenspinresonanz
Mit Hilfe der Elektronenspinresonanz (kurz ESR oder englisch electron paramagnetic resonance, EPR) wird die resonante Mikrowellenabsorption einer Probe in einem äußeren Magnetfeld gemessen. Dies macht sie zu einer hervorragend geeigneten Methode zur Untersuchung von Proben, die über ein permanentes magnetisches Moment (ungepaarte Elektronen) verfügen.

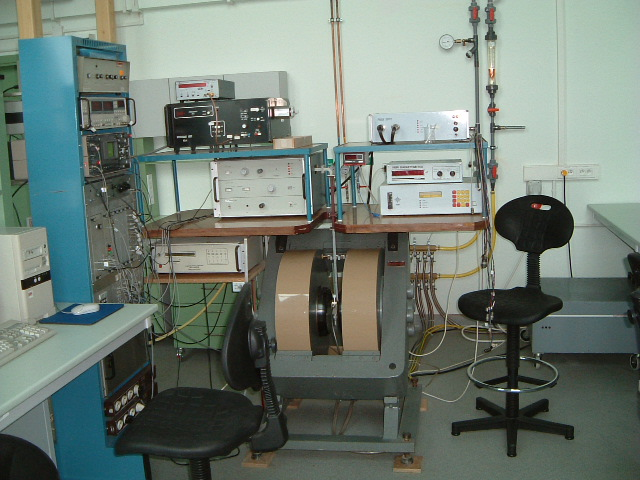
ESR-Spektrometer

## Geschichte
Das erste ESR-Experiment wurde von Jewgeni Konstantinowitsch Sawoiski in Kasan 1944 durchgeführt. Unabhängig davon erfolgte die Entwicklung in Großbritannien durch Brebis Bleaney. Sawoiski beobachtete bei paramagnetischen Salzen wie Kupfersulfat und Mangan(II)-chlorid Resonanzabsorption der eingestrahlten Energie bei definierten Verhältnissen der Stärke des statischen Magnetfeldes zur Frequenz. Auch David Halliday und Robert Cummerow in Pittsburgh entdeckten unabhängig die ESR  und veröffentlichten darüber 1946.

## Hintergrund
Bringt man eine Probe mit permanentem magnetischen Moment in ein Magnetfeld, so spalten sich die entarteten Energiezustände auf (Zeeman-Effekt). Oft wird der Zeemaneffekt anhand von Übergängen zwischen Niveaus unterschiedlicher Hauptquantenzahl untersucht; bei der ESR werden dagegen Übergänge zwischen Niveaus gleicher Hauptquantenzahl beobachtet: Durch Bestrahlung mit einer Mikrowelle, deren Energie der Aufspaltung der Niveaus entspricht, kommt es zur Absorption.
In der Praxis wird die zu untersuchende Probe in einem veränderlichen Magnetfeld mit einer Mikrowelle fester Frequenz bestrahlt. Das aufgezeichnete Absorptionsspektrum erlaubt Rückschlüsse auf die magnetische Umgebung der magnetischen Momente (siehe g-Faktor).
In der ESR-Spektroskopie können nur Substanzen mit einem oder mehreren ungepaarten Elektronen untersucht werden. Typische Beispiele hierfür sind:
- paramagnetische Übergangsmetall-Ionen in Lösung und im Festkörper
- durch ionisierende Strahlung erzeugte Radikale in Kristallen
- organische Moleküle im Triplett-Zustand
- organische Radikale in Lösung
- Nachweis von Lebensmittelbestrahlung[1]
- Stickstoffmonoxid (in Gewebe).

## Anwendung
ESR-Spektroskopie wird beispielsweise in der Biophysik und in der Halbleiterphysik angewendet. ESR kann an natürlichen biologischen Proben durchgeführt werden. Damit kann krankes Gewebe untersucht werden und mittels der Radikal-Konzentration Aussagen über bestrahltes Material getroffen werden.
ESR ist außerdem eine Untersuchungsmethode in der Materialforschung. So können in der Photovoltaik Verunreinigungen des Materials durch Charakterisierung paramagnetischer Defekte eingeschränkt werden.
Zur Strukturaufklärung von Makromolekülen, wie beispielsweise Proteine, Lipide, DNA oder RNA, eignet sich die ESR, wenn man die Makromoleküle vorher mit Spinmarkern koppelt. Als Spinmarker für Proteine werden Nitroxide verwendet, die ein ungepaartes, über die N-O-Bindung delokalisiertes Elektron enthalten und die eine Bindung mit Cystein in einer Aminosäuresequenz eingehen. Aus den ESR-Spektren lassen sich Abstände zwischen zwei gebundenen Spinmarkern ermitteln und damit Rückschlüsse auf z. B. die Faltung von Proteinsträngen ziehen. Ein etabliertes Verfahren hierzu ist die Doppel-Elektron-Elektron-Resonanz (DEER), eine gepulste Variante der ESR, bei der nicht überlappende Pulse bei unterschiedlichen Frequenzen eingestrahlt werden. Die Methode eignet sich auch für Untersuchungen zu Protein-Membran-Wechselwirkungen.
Die schmalbandige Elektronenspinresonanz von einkristallinem Yttrium-Eisen-Granat im Magnetfeld wird zur Herstellung von Mikrowellenfiltern (YIG-Filter) und -resonatoren eingesetzt.

## Resonanz-Absorption
Ein statisches (meist homogenes) Magnetfeld, in dem sich Atome oder Moleküle mit nicht abgeschlossenen elektronischen Schalen befinden, hebt die energetische Entartung der Zustände auf (Zeeman-Effekt). Diese Aufspaltung ist in erster Näherung proportional zum angelegten Magnetfeld {\displaystyle H}:
{\displaystyle {\begin{alignedat}{2}E_{\rm {Zee}}&=g\cdot \mu _{0}&&\cdot \mu _{\mathrm {B} }\cdot m_{J}\cdot H\\&=g&&\cdot \mu _{\mathrm {B} }\cdot m_{J}\cdot B\end{alignedat}}}
mit
- dem Bohrschen Magneton {\displaystyle \mu _{\mathrm {B} }}
- der magnetischen Flussdichte {\displaystyle B=\mu _{0}\,H}
- der magnetischen Quantenzahl {\displaystyle m_{J}}.

Jedes magnetische Energieniveau besitzt deshalb den Abstand {\displaystyle E_{0}=g\cdot \mu _{0}\cdot \mu _{\mathrm {B} }\cdot H} vom nächsten benachbarten Zustand (äquidistante Aufspaltung). Zwischen den Zuständen sind magnetische Dipolar-Übergänge zwischen benachbarten Niveaus möglich ({\displaystyle \Delta m_{J}=\pm 1}).
Legt man senkrecht zum statischen Magnetfeld ein hochfrequentes Wechselfeld an (z. B. bei X-Band-ESR 9 bis 10 GHz), so lassen sich diese Übergänge gezielt anregen. Dazu muss die magnetische Energie {\displaystyle E_{0}} der Mikrowellen-Energie {\displaystyle h\,f} entsprechen. In diesem Fall wird Mikrowellen-Strahlung der Frequenz {\displaystyle f} emittiert oder absorbiert – man beobachtet Resonanz-Absorption.
Bei der paramagnetischen Resonanz ergibt sich daraus die Resonanzbedingung (auch „Grundgleichung der EPR-Spektroskopie“ genannt):
{\displaystyle g\cdot \mu _{0}\cdot \mu _{\mathrm {B} }\cdot H=h\cdot f}
Der g-Faktor (oder Landé-Faktor) verknüpft die Größe des magnetischen Moments eines Atoms mit seinem Gesamtdrehimpuls:
- für reinen Bahnmagnetismus (d. h. Spin {\displaystyle s=0}) ist {\displaystyle g=1}
- für reinen Spinmagnetismus (d. h. Bahndrehimpuls {\displaystyle l=0}) gilt {\displaystyle g=2} (genauer 2,002322).

Allgemein lässt sich folgende Beziehung angeben:
{\displaystyle g=1+{\frac {j(j+1)+s(s+1)-l(l+1)}{2j(j+1)}}}.
Diese Formel kann aus dem Vektormodell der Atomphysik hergeleitet werden.